# سلیمان (جمهوری آذربایجان)
سلیمان (به لاتین: Suleyman) یک منطقه مسکونی در جمهوری آذربایجان است که در شهرستان آب‌شوران واقع شده است.